# Швайнфурт 05
«Швайнфурт 05» (нім. 1. FC Schweinfurt 05) — німецький футбольний клуб зі Швайнфурта. Заснований 5 травня 1905 року.

## Досягнення
- Гауліга Баварія
  -  Чемпіон (2): 1939, 1942

- Регіоналліга Південь
  -  Чемпіон (1): 1966

- Баварська ліга
  -  Чемпіон (2): 1990, 1998
  -  Срібний призер (2): 1982, 1989

- Баварська ліга Північ
  -  Чемпіон (1): 2013

- Ландесліга Баварія-Північ
  -  Чемпіон (3): 1984, 1986, 2007
  -  Срібний призер (1): 2010

- Кубок Унтерфранкен
  -  Володар (3): 1996, 2006, 2009

## Відомі гравці
- Милан Загорац
- / Енді Негелайн

## Відомі тренери
| Тренер            | Початок           | Кінець            |
| Джурадж Васич     | 1 лютого 1994     | 14 вересня 2002   |
| Ганс-Юрген Бойзен | 18 вересня 2002   | 18 листопада 2003 |
| Райнер Гьорґль    | 19 листопада 2003 | 30 червня 2004    |
| Райнер Ульріх     | 1 липня 2004      | 31 грудня 2004    |
| Рюдиґер Маудер    | 1 липня 2005      | 30 червня 2006    |
| Вольфганг Гау     | 1 липня 2007      | 16 січня 2008     |
| Вернер Дресель    | 17 січня 2008     | 30 червня 2008    |
| Франк Лерх        | 1 липня 2008      | 30 червня 2009    |
| Клаус Шеер        | 1 липня 2009      | 18 вересня 2011   |
| Рюдиґер Маудер    | 19 вересня 2011   | 30 червня 2012    |
| Ґерд Клаус        | 1 липня 2012      | 30 червня 2018    |